# Замок Лабіау
Замок Лабіау — замок Тевтонського ордену, розташований в місті Полєську Калінінградської області, РФ. Об'єкт культурної спадщини народів Росії федерального значення. На даний час тут розміщується музей.

## Історія
У 1277—1280 роках на місці прусської фортеці і дерев'яно-земляного укріплення лицарів Тевтонського ордену побудований кам'яний замок, названий в 1330 році Лабіау, за назвою річки Лаба (колишня назва Дейми). До 1360 року було побудовано 4 цегельно-кам'яних споруди, оточених стінами та ровом з водою. У 1454 році Прусський союз почав штурм фортеці, але захисники, під головуванням Альбрехта Шпарукеля, відбили всі атаки.
У травні 1519 року в замку Лабіау відбулася зустріч Магістра Тевтонського ордену Альбрехта із послами Василія III. Після секуляризації Ордена фортифікаційна споруда відійшла до володінь герцога Альбрехта. У 1526 році він подарував замок своїй нареченій — Доротеї Данській. Після смерті Доротеї господинею замку стала друга дружина герцога Альбрехта Анна-Марія Брауншвейг-Каленберг-Геттінгенська. У 1564 році лицарський зал прикрасили розписами придворного художника — італійця Йоганна Баптиста.
20 листопада 1656 року в Лабіау відбулася знаменна зустріч короля Швеції Карла Х Густава і курфюрста Бранденбурзького Фрідріха-Вільгельма, підсумком якої стало звільнення від польської залежності.
1860 року замок перебудували, а його приміщення почали використовувати як в'язницю. 1917 року замок зазнав руйнувань внаслідок пожежі.
Від 1948 до 1953 року фортеця використовувалася як штаб одного з авіаційних підрозділів Радянської армії, пізніше була передана ПЗС «Бурштин» (рос. «Янтарь»). Під час функціонування тут заводу, відбулося чергове перепланування, зокрема, змінили внутрішні приміщення, сходи, коридори. У 1968 році, внаслідок замикання виникла пожежа, яка знищила покрівлю й частину верхніх поверхів. На початку 2000-них років завод у цій будівлі закрили, а приміщення замку почали здавати в оренду.
На даний час власне від самого замку залишилися тільки стіни і підвали.

## Статті та публікації
- Алексей Денисенков. Экспедиция «КП» в Полесск: Призраки замка Лабиау // Комсомольская правда : газета. — 2012. — Число 26. — 09. Архівовано з джерела 26 жовтня 2018. Процитовано 24 травня 2020.